# Krika pilosa
Pour les articles homonymes, voir Krika.
Krika
Genre
Espèce
Krika pilosa est une espèce fossile d'insectes névroptères, la seule connue du genre Krika.

## Présentation
Les traces fossiles de Nemopteridae sont extrêmement rares, avec peu d'espèces rapportées,. Martins-Neto a décrit l'espèce Krika pilosa en 1992, à partir d'un fossile retrouvé au Brésil, le datant du Crétacé inférieur.